# Коммандино, Федерико
Федери́ко Комманди́но (итал. Federico Commandino; 1509, Урбино — 5 сентября 1575, Урбино) — итальянский математик.
Родился и вырос в герцогстве Урбино. Изучал медицину в Падуанском (1534) и Феррарском (1544) университетах; получив степень доктора медицины, вернулся в 1546 г. в Урбино и собирался заняться медицинской практикой, но стал преподавателем математики при дворе герцога.

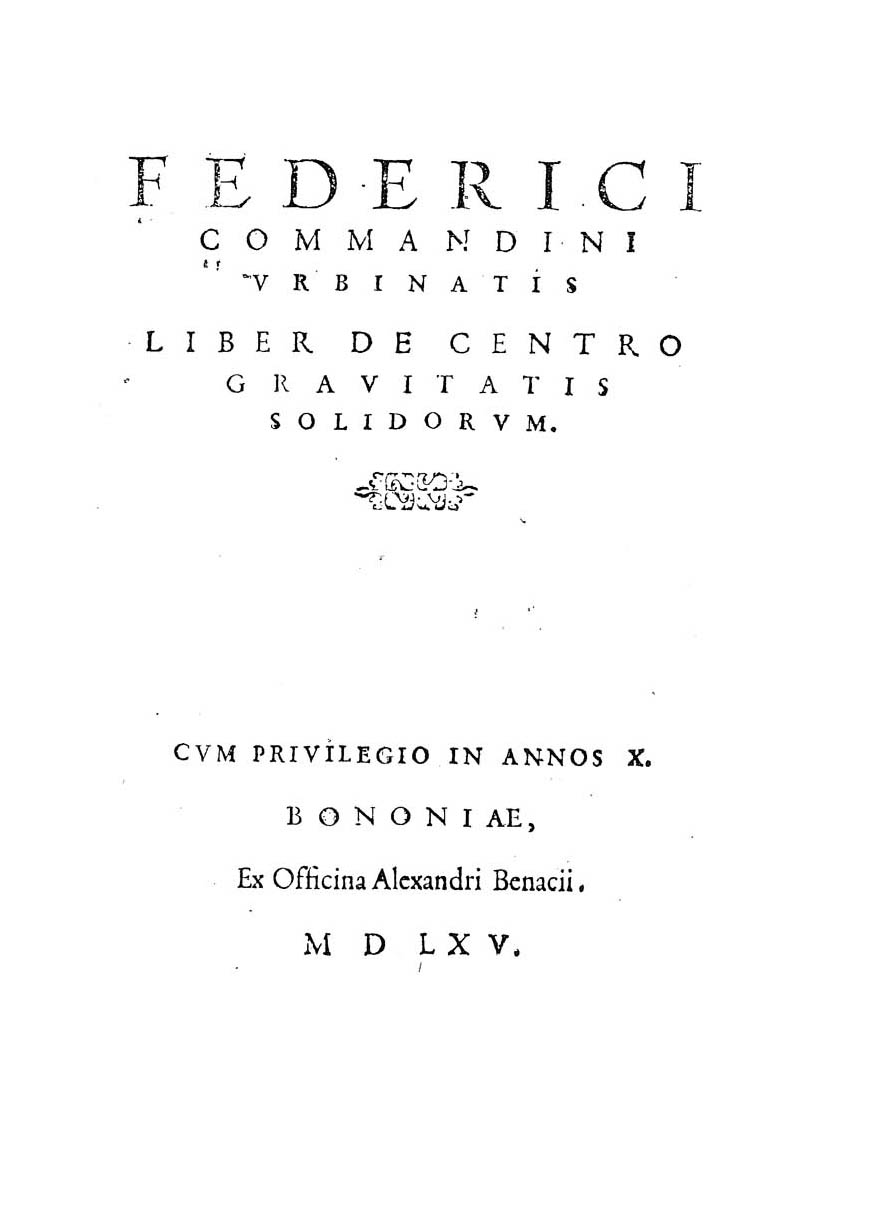
Liber de centro gravitatis solidorum, 1565

Перевёл на латинский язык непосредственно с греческого языка оригинала такие классические сочинения, как:
- трактаты Архимеда «Измерение круга», «О спиральных линиях», «Квадратура параболы», «О коноидах и сфероидах», «Псаммит» (1558), «О телах, плавающих в воде» (1565);
- «Конику» Аполлония (1566);
- «Начала» Евклида (1572);
- «Пневматику» Герона (1575, опубликовано посмертно);
- «Математическое собрание» Паппа (1588, опубликовано посмертно).

Из оригинальных трудов Коммандино известны «Описание часов» (1562) и «О центре тяжести твёрдых тел» (1565).
Изучив наследие Архимеда, Коммандино в своих научных работах опирался на методы и представления древнегреческого учёного. Он, в частности, распространил на пространственный случай доказанную Архимедом теорему о том, что три медианы треугольника пересекаются в одной точке и делятся этой точкой на две части в отношении 2:1, считая от вершины; в результате такого распространения в курсы стереометрии вошла теорема Коммандино (1565 г.).
Теорема Командино: Четыре отрезка, соединяющие каждую вершину тетраэдра с точкой пересечения медиан противоположной грани, пересекаются в одной точке, делящей каждый из этих отрезков в отношении 3:1 (считая от вершины).
Среди учеников Федерико Коммандино — Гвидобальдо дель Монте и Бернардино Бальди.